# Podiceps
Podiceps – rodzaj ptaków z rodziny perkozów (Podicipedidae).

## Zasięg występowania
Rodzaj obejmuje gatunki występujące na wszystkich kontynentach oprócz Antarktydy.

## Morfologia
Długość ciała 23–77 cm; masa ciała 265–1700 g.

## Systematyka

### Etymologia
- Colymbus (Columbus, Colimbus): gr. κολυμβις kolumbis, κολυμβιδος kolumbidos „nieznany ptak wodny”, prawdopodobnie perkoz[21]. Gatunek typowy: Colymbus cristatus Linnaeus, 1758.
- Podiceps (Podicipes): łac. podex, podicis „otwór, odbyt”; pes, pedis „stopa”, od gr. πους pous, ποδος podos „stopa”; nogi perkoza dwuczubego przesunięte są ku tylnej części ciała[22].
- Dytes: gr. δυτης dutēs „nurek”, od δυω duō „pływać”[23]. Gatunek typowy: Colymbus cornutus J.F. Gmelin, 1789 (= Colymbus auritus Linnaeus, 1758).
- Lophaithyia: gr. λοφος lophos „czub”; αιθυια aithuia „niezidentyfikowany, nurkujący ptak” wspomniany przez Homera i Arystotelesa[24]. Gatunek typowy: Colymbus cristatus Linnaeus, 1758.
- Pedetaithya (Pedeaithgia, Pedetaithyia, Pedeaythyia, Pedaithyia, Podaethyia): gr. πηδητης pēdētēs „skoczek”, od πηδαω pedaō „skakać”; αιθυια aithuia „niezidentyfikowany, nurkujący ptak”[25]. Gatunek typowy: Colymbus subcristatus J.F.E. Jacquin, 1784 (= Colymbus grisegena Boddaert, 1783).
- Proctopus: Ggr. πρωκτος prōktos „odbyt”; πους pous, ποδος podos „stopa”[26]. Gatunek typowy: Colymbus auritus Linnaeus, 1758.
- Otodytes: gr. ους ous, ωτος ōtos „ucho”; δυτης dutēs „nurek”, od δυω duō „pływać”[27]. Gatunek typowy: Colymbus auritus Linnaeus, 1758.
- Calipareus: epietet gatunkowy Podiceps kalipareus Lesson & Garnot, 1827; gr. καλλιπαρηος kalliparēos „o pięknych policzkach”, od καλος kalos  „piękny”; παρεια pareia „policzek”[28]. Gatunek typowy: Podiceps kalipareus Lesson & Garnot, 1827 (= Podiceps occipitalis Garnot, 1826).
- Thiornis: gr. θειον theion „siarka”; ορνις ornis, ορνιθος ornithos „ptak”[29]. Gatunek typowy: †Thiornis sociata Navás, 1922.
- Podicephorus: zbitka wyrazowa nazw rodzajów: Podiceps Latham, 1787 (perkoz) oraz Aechmophorus Coues, 1862 (perkoz)[30]. Gatunek typowy: Colymbus major Boddaert, 1783.

### Podział systematyczny
Do rodzaju należą następujące gatunki:
- Podiceps major – perkoz olbrzymi
- Podiceps grisegena – perkoz rdzawoszyi
- Podiceps cristatus – perkoz dwuczuby
- Podiceps auritus – perkoz rogaty
- Podiceps nigricollis – perkoz zausznik
- Podiceps andinus – perkoz kolumbijski – takson wymarły, ostatni potwierdzony okaz znaleziony został w 1977 roku[32].
- Podiceps occipitalis – perkoz złotoczuby
- Podiceps taczanowskii – perkoz Taczanowskiego
- Podiceps gallardoi – perkoz argentyński